# Euphaedra difficilis
Euphaedra difficilis es una especie de  mariposa, de la familia Nymphalidae,  subfamilia Limenitidinae, tribu Adoliadini, pertenece a la super familia Papilionoidea. Se encuentra en Tanzania (África).